# Oospila sarptaria
Oospila sarptaria là một loài bướm đêm trong họ Geometridae.